# Sibogagorgia tautahi
Sibogagorgia tautahi är en korallart som beskrevs av Evangelina A. Sánchez 2005. Sibogagorgia tautahi ingår i släktet Sibogagorgia och familjen Paragorgiidae. Inga underarter finns listade i Catalogue of Life.